# Bahía de Palma (película)
Bahía de Palma es una película española de comedia y melodrama romántico dirigida por Juan Bosch en 1962 con un guion del propio director, entre otros. Está protagonizada por Arturo Fernández, Elke Sommer, Cassen y Teresa del Río.
Es la primera película española en la que aparece un bikini, lucido por la posteriormente famosa actriz alemana Elke Sommer.

## Sinopsis
Mario Ferrán es un músico de aire taciturno que llega a Palma de Mallorca para tocar como pianista en la orquesta de una sala de fiestas. La sala es frecuentada por Olga, la hija caprichosa de un rico de la isla, y sus escandalosos amigos. La prima de Olga, Clara llega a la isla junto a su tío. Clara es una antigua alumna de piano de Mario y está enamorada de él. Entre ambas mujeres y el pianista surgirá un triángulo amoroso con el paisaje de la bahía de Palma de fondo.

## Argumento completo
Mario (Arturo Fernández) es un músico que llega a Palma de Mallorca para tocar como pianista en la orquesta de una sala de fiestas regentada por el Sr Castillo (Mario Bustos) donde Tony (Cassen) es el batería que rápidamente se hace amigo de Mario. 
La sala es frecuentada por Olga (Elke Sommer), la hija del dueño del local, el señor Vidal (Roberto Camardiel) y sus escandalosos amigos Quique (José María Tasso) e Irene (Alicia Tomás) además de su estirado prometido, Don Ramón (Luis Dávila). La prima de Olga, Clara (Teresa del Río) llega a la isla en avión junto a su tío el Sr Vidal. Clara es una antigua alumna de piano de Mario y está enamorada de él. Las primeras tomas de contacto entre Mario y Olga son bastante desagradables para ambos llegando a la agresión cuando Olga lo tira al agua en el embarcadero y éste la abofetea como respuesta. Como consecuencia, Olga hace que le despidan de la orquesta. A Mario tampoco le preocupa demasiado, ya que a él ese trabajo no le gusta y lo que realmente quiere es tocar música clásica, especialmente la de Chopin. A Olga nunca la habían tratado así y se da cuenta de que está enamorada de Mario, por lo que rompe con su novio, que ha sido un arreglo de su padre. Pero Mario, que ya se ha reencontrado con Clara, empieza a salir con ella, aunque tampoco está enamorado de ella. 
El promotor musical Max Keller (Salvador Soler) le introduce como pianista en un festival de música de Chopin. Rompe con Clara y le confiesa a Olga que hace cuatro años su mujer murió en un accidente de aviación cuando se dirigía a verlo en un concierto dedicado a Chopin en Viena. Se siente culpable por ello y no se ve capaz de tocar de nuevo a Chopin en público. Ahí se dan cuenta de que ambos están enamorados. El concierto es todo un éxito y ellos dos terminan juntos con el beneplácito de su prima Clara y de su padre.

## Reparto
| Actor/Actriz               | Personaje                     |
| -------------------------- | ----------------------------- |
| Arturo Fernández           | Mario Ferrán                  |
| Elke Sommer                | Olga                          |
| Cassen                     | Tony                          |
| Teresa del Río             | Clara                         |
| José María Tasso           | Quique                        |
| Salvador Soler Marí        | Max Keller (promotor musical) |
| Mario Bustos               | Sr. Castillo                  |
| Alicia Tomás               | Irene                         |
| Conchita Núñez             |                               |
| Pedro Rodríguez de Quevedo |                               |
| José María Martín          |                               |
| Roberto Camardiel          | Sr. Vidal                     |
| Luis Dávila                | Don Ramón                     |
| Laura Granados             |                               |
| Joaquim Jordà              | Pianista en Valldemosa        |